# Солнцево (Кировоградская область)
Солнцево (укр. Сонцеве) — село в Устиновской поселковой общине Кропивницкого района Кировоградской области Украины.
До 2020 года входило в Устиновский район
Население по переписи 2001 года составляло 352 человека. Почтовый индекс — 28623. Телефонный код — 5239. Код КОАТУУ — 3525888001.